# Pocadicnemis desioi
Pocadicnemis desioi är en spindelart som beskrevs av Lodovico di Caporiacco 1935. Pocadicnemis desioi ingår i släktet Pocadicnemis och familjen täckvävarspindlar. Inga underarter finns listade i Catalogue of Life.